# Igor Šarčević
Igor Šarčević (en serbe Игор Шарчевић, né le 25 août 1984 à Novi Sad) est un athlète serbe, spécialiste du décathlon et un bobeur.
Son meilleur résultat était de 7 921 points, obtenu en 2010 qu'il améliore la même année en le portant à 7 995 points pour terminer 9e aux Championnats d'Europe à Barcelone. À Tel Aviv, il avait remporté par équipes la Coupe d'Europe de sa spécialité, 2e ligue, toujours en 2010. La même année, il avait aussi participé aux Jeux olympiques d'hiver à Vancouver dans l'équipe serbe de bob à 4. Il se qualifie pour les Championnats d'Europe d'athlétisme 2012 avec un total de 7 857 points en 2012.